# Amonaria de Alejandría
Amonaria, Santa Amonaria o Amonarión (Ammonaria en latín) fue una mártir cristiana, muerta en Alejandría, junto con Mercuria, Dionisia y otra Amonaria, víctimas de la persecución de Decio (siglo III).
Dionisio, Obispo de Alejandría fue testigo de algunos martirios de esta persecución y relató que Amonaria fue cruelmente torturada para obligarla a repetir las blasfemias que el juez le indicaba, pero ella se negó, resistiendo con fortaleza, y fue condenada a morir, probablemente decapitada. La segunda, Mercuria, era ya anciana. La tercera, Dionisia, que tenía varios hijos, los encomendó a Dios y sufrió el martirio por su amor. No sabemos cómo se llamaba la cuarta, tal vez también Amonaria. El juez, que estaba furioso por no haber logrado vencer la firmeza de Amonaria, no quiso exponerse a otro fracaso y condenó inmediatamente a muerte a las otras tres, sin someterlas a torturas previas.
En el Flos sanctorum de Pedro de Ribadeneyra, traducción de la Leyenda áurea, se incorporan otros detalles como que dichas mujeres se presentaron voluntariamente ante el juez que Decio tenía en Alejandría. Le comenzaron a reprender y afear su rigor y crueldad y el error y ceguedad en que vivía, adorando por dioses a los demonios. El rigor del juez se aplicó primero a Ammonaria, virgen, de pocos años y mucha hermosura, y ejecutó en ella tan crueles tormentos y martirios tan atroces y prolongados que los autores no hallan modos de explicarlos. En el Flos sanctorum se siguen dando detalles de las otras tres mártires.
La Iglesia Católica la venera como virgen y mártir. Celebra su festividad el 12 de diciembre.